# Football League of Europe
Football League of Europe (skrót: FLE, Futbolowa Liga Europy) – półzawodowa europejska liga futbolu amerykańskiego działająca w latach 1994–1995. Trofeum, które otrzymywał zwycięzca, nosiło nazwę Jim-Thorpe-Trophy.

## Historia
Ligę założono w listopadzie 1993 roku pod egidą Hamburg Blue Devils. Budżet ligi wynosił w pierwszym sezonie 5,5 milionów DM. Drużyny składały się głównie z rodzimych zawodników oraz kilku amerykańskich zawodników college football. Co najmniej 8 zawodników na boisku musiało być z Europy. Wraz z przejściem Hamburg Blue Devils do German Football League po sezonie 1994, FLE straciła swoją drużynę flagową. Przed kolejnym sezonem z ligi wycofały się drużyny Helsinki Roosters i Berlin Bears, dołączyła natomiast drużyna Bergamo Lions. Drużynę Frankfurt Gamblers zastąpili Frankfurt Knights. W 1995 roku liga zmieniła nazwę na American Football League of Europe (AFLE), jednak po zakończeniu sezonu zdecydowano się rozwiązać ligę.

### Sezon 1994

#### North Conference
|    | Drużyna                  | Mecze | Punkty | TD      | +/-  |
| -- | ------------------------ | ----- | ------ | ------- | ---- |
| 1. | Stockholm Nordic Vikings | 10    | 18:2   | 465:228 | +237 |
| 2. | Hamburg Blue Devils      | 10    | 14:6   | 339:265 | +74  |
| 3. | Berlin Bears             | 10    | 4:16   | 278:466 | -188 |
| 4. | Helsinki Roosters        | 9     | 2:16   | 153:247 | -94  |

#### Central Conference
|    | Drużyna                | Mecze | Punkty | TD      | +/- |
| -- | ---------------------- | ----- | ------ | ------- | --- |
| 1. | Munich Thunder         | 9     | 14:4   | 253:210 | +43 |
| 2. | Amsterdam Crusaders    | 10    | 12:8   | 295:276 | +19 |
| 3. | Great Britain Spartans | 9     | 8:10   | 240:262 | -22 |
| 4. | Frankfurt Gamblers     | 9     | 4:14   | 197:274 | -77 |

* Nie rozegrano meczów Helsinki Roosters – Frankfurt Gamblers i Munich Thunder – Great Britain Spartans.
| Faza              | Miejscowość | Zwycięzca                | Finalista           | Wynik | Widzów |
| ----------------- | ----------- | ------------------------ | ------------------- | ----- | ------ |
| półfinał          | Hamburg     | Hamburg Blue Devils      | Munich Thunder      | 29-26 | 7.300  |
| półfinał          | Sztokholm   | Stockholm Nordic Vikings | Amsterdam Crusaders | 34-21 | 5.500  |
| Euro Super Bowl I | Hamburg     | Stockholm Nordic Vikings | Hamburg Blue Devils | 43-35 | 18.000 |

### Sezon 1995
|    | Drużyna                  | Mecze | Punkty | TD | +/- |
| -- | ------------------------ | ----- | ------ | -- | --- |
| 1. | Bergamo Lions            | 8     | 14:2   | ?  | ?   |
| 2. | Amsterdam Crusaders      | 8     | 10:6   | ?  | ?   |
| 3. | Frankfurt Knights        | 8     | 8:8    | ?  | ?   |
| 4. | Stockholm Nordic Vikings | 8     | 8:8    | ?  | ?   |
| 4. | Great Britain Spartans   | 8     | 0:16   | ?  | ?   |

| Faza               | Miejscowość | Zwycięzca                | Finalista                | Wynik    | Widzów |
| ------------------ | ----------- | ------------------------ | ------------------------ | -------- | ------ |
| półfinał           | Amsterdam   | Amsterdam Crusaders      | Stockholm Nordic Vikings | 0-2 w.o. | -      |
| półfinał           | Bergamo     | Bergamo Lions            | Frankfurt Knights        | 38-19    | ?      |
| Euro Super Bowl II | Sztokholm   | Stockholm Nordic Vikings | Bergamo Lions            | 14-0     | 2.000  |